# Kapus Gyula
Kapus Gyula, 1947-ig Kőnig Gyula (Budapest, 1897. május 16. – Budapest, 1989. október 25.) orvos, gyermekorvos, neuropszichológus, az orvostudományok kandidátusa (1952), Kossuth-díjas (1952).

## Élete
Kőnig Mór női divatáru-kereskedő és Csillag Jozefa (1876–1935) gyermekeként született zsidó családban. 1915-ben a budapesti Berzsenyi Dániel Gimnáziumban érettségizett, majd az első világháború végéig katonaként szolgált. 1918 és 1923 között a Budapesti Tudományegyetem orvosi karán végezte tanulmányait, 1923-ban kapott orvosi diplomát. Ezt követően externista orvos volt a budapesti III. számú Belklinikán. 1924 szeptemberétől 1925 augusztusáig az egyetemi Gyermekklinikához kapcsolt Stefánia Gyermekkórházban működött kihelyezett gyakornokként, majd 1929-ig egyetemi gyakornok, 1929 és 1937 között egyetemi tanársegéd volt a Gyermekklinikán. A Klinikán nyolc éven át önállóan vezette a neurológiai szakrendelést. 1937. szeptember 1-jei hatállyal megfosztották klinikai állásától. 1937-től 1940-ig a Stefánia Gyermekkórház főorvosa volt. 1940-től a második zsidótörvény miatt csak magánorvosként praktizálhatott. 1943. június 15-től 1944. március 10-ig kirendelt munkaszolgálatosként a Szent István Kórház gyermek-, illetve idegosztályán dolgozott. 1944. október 20-án Pócsmegyerre vitték kényszermunkára, ahonnan novemberben sikerült megszöknie. Ezután betegei bújtatták. 1945 februárjától ismét a budapesti Szent István Kórház segédorvosa, majd adjunktusa lett. 1947-ben Pázmány Péter Tudományegyetemen a Válogatott fejezetek a gyermekkori idegkórtanból című tárgykörből egyetemi magántanárrá habilitálták. 1947-ben átvette az újjáépült Madarász utcai Gyermekkórház vezetését, amely ekkor önálló intézményként levált a Szent Rókus Kórházról. Kezdeményezésére 1951. szeptember 24-én megkezdődött a gyógyító-megelőző ellátás bevezetése és innen datálható az úgynevezett „körzeti-poliklinikai egység” meghonosítása. Munkásságáért és az általa kialakított új gyógyítási- és szervezési forma bevezetéséért 1952-ben Kossuth-díjban részesült. 1953-ban a Magyar–Szovjet Társaság elnökségi tagjának választották. 1957 októberében lemondott állásáról és családi okokból kivándorló útlevéllel Svájcba távozott. Egy évig a bázeli gyermekklinikán helyezkedett el. A svájci tartózkodása idején a magzatvíz elektroforetikus analízisével úttörő tudományos munkát végzett. 1958-ban visszatért Magyarországra és 1962-ig a Fővárosi Tanács Heim Pál Gyermekkórház igazgatóhelyettese és osztályvezető főorvosa lett, majd 1962-től 1971-ig – nyugdíjba vonulásáig – főorvosként dolgozott.
Tagja és egyik vezetője volt a Budapesti Csecsemőhalálozási Bizottságnak. Mintegy 60 közleménye jelent meg, amelyek felölelik a gyermekgyógyászat számos területét. A gyermekideggyógyászati és pszichiátriai úttörő munkái mellett számos eredeti felismerést, illetve módszert közölt a kórélettan, az immunológia, a nefrológia, a fertőző betegségek, a koraszülöttség, a gyermekkori balesetek, a népegészségügy és a profilaxis terén. Elnökségi tagja volt a Magyar Gyermekorvosok Társaságának (1968-ig) és a Csecsemőhalálozási Bizottságnak (1961–1962).
Első felesége Kelemen Erzsébet (1896–1958) volt, Kelemen Ignác és Mayer Sarolta lánya, akivel 1932. március 26-án Budapesten, az Erzsébetvárosban kötött házasságot. Második házastársa dr. Jakab Zsuzsa főorvos volt; gyermekük Kapus András (1962).
A Farkasréti temetőben nyugszik.

## Főbb művei
- Die Hypermotilität in Kindesalter (F. Enkével, Stuttgart, 1938)
- Tremor a gyermekkorban (Budapest, 1947)
- Görcsök és görcskészség a csecsemő és gyermekkorban (Litvay Emillel, Budapest, 1950, 2. átdolgozott kiadás: 1958)
- A gyermekkori műtétek időpontjának megválasztása (Litvay Emillel, Budapest, 1957)
- 11 éves fiúgyermek heveny toxoplasmás meningoencephalitise (Budapest, 1961)

## Díjai, elismerései
- Kossuth-díj (1952)
- Bókay-díj (1954, 1980)
- Munka Érdemrend arany fokozata (1970)